# Krucifix (Živanice)
Pískovcový kříž se nalézá před budovou Základní školy na návsi obce Živanice v okrese Pardubice. 

## Historie
Nedaleko od hřbitova u kostela Zvěstování Panny Marie stával dříve kříž dřevěný. Tento časem zchátral, byl zbořen a na současném místě byl v roce 1902 postaven nový,
kamenný kříž.

## Popis
Pískovcový krucifix stojí v ozdobném čtvercovém mřížovém ohrazení u plotu základní školy v Živanicích. Ozdobná mříž je uchycena v pískovcovém ohrazení.
Uprostřed mříže stojí na pískovcovém schodě hranolový podstavec zakončený nahoře profilováním. Na čelní straně podstavce je vytesán zlacený nápis „Pochválen buď Pan Ježíš Kristus“.
Na podstavci stojí pilíř zakončený nahoře profilovanou římsou, ve které je uchycena lucerna. V čelní straně pilíře je vyhloubena hluboká nika, ve které je umístěna soška Panny Marie se sepjatýma rukama. Na zadní straně pilíře je vytesán nápis s datací: „Postaveno vákladem obce Živanic L. P. 1902“
Na profilované římse stojí na dvou nízkých podstavcích pískovcový kříž s korpusem Krista a nápisem INRI nad hlavou.

## Galerie

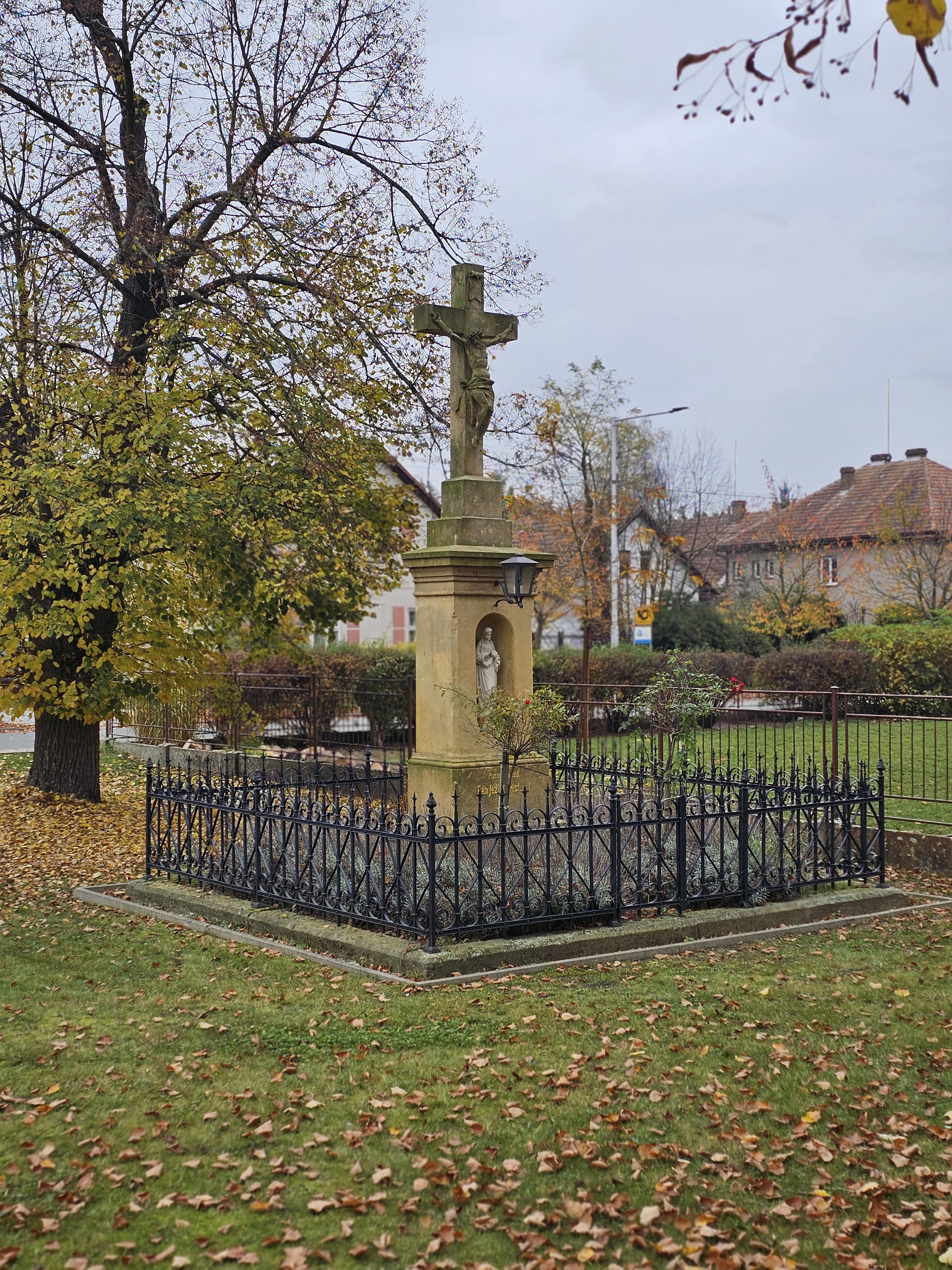
Krucifix in Živanice - stav v roce 2024
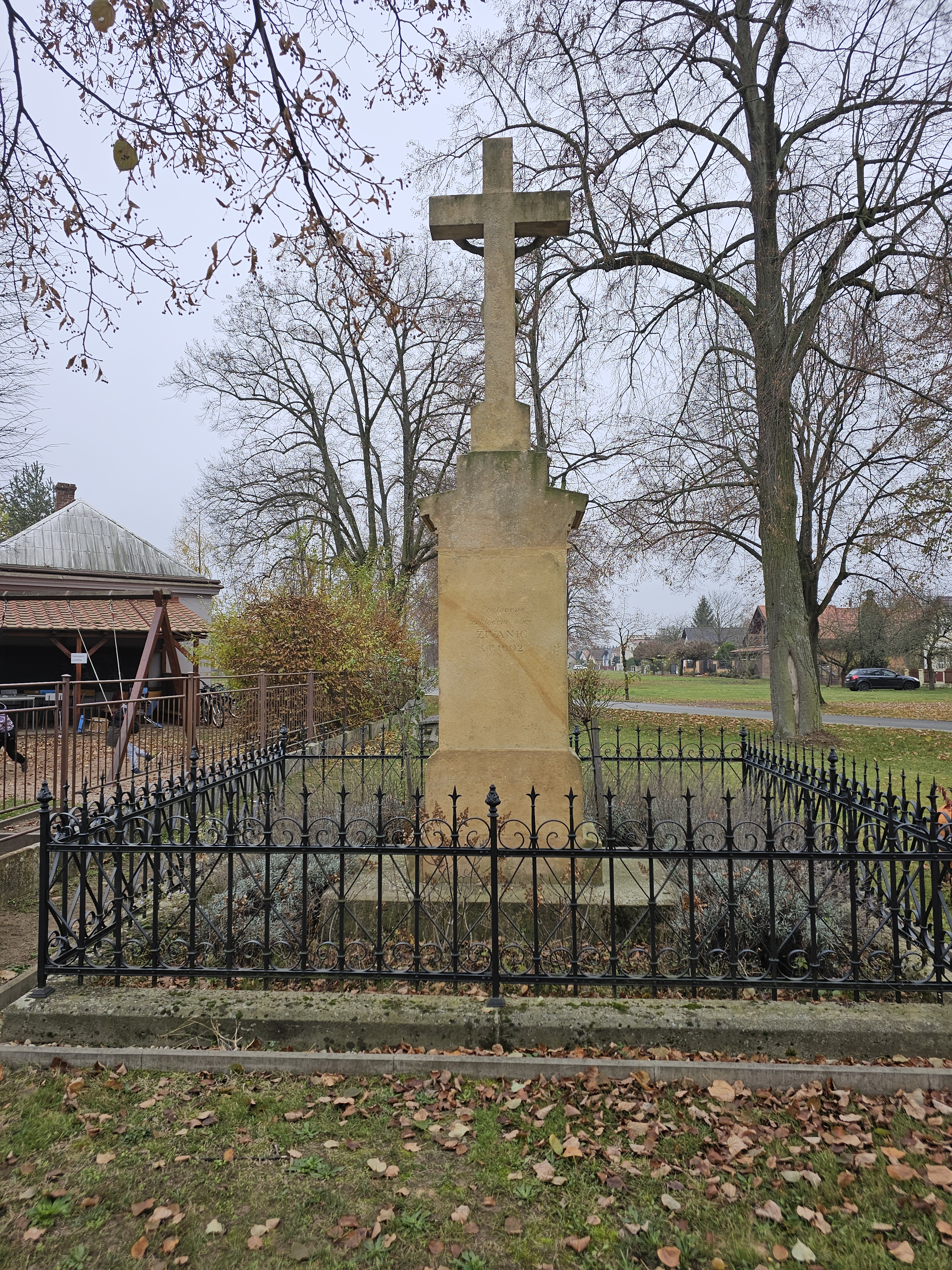
Zadní strana kříže v Živanicích